# Ann-Charlott Fornhed

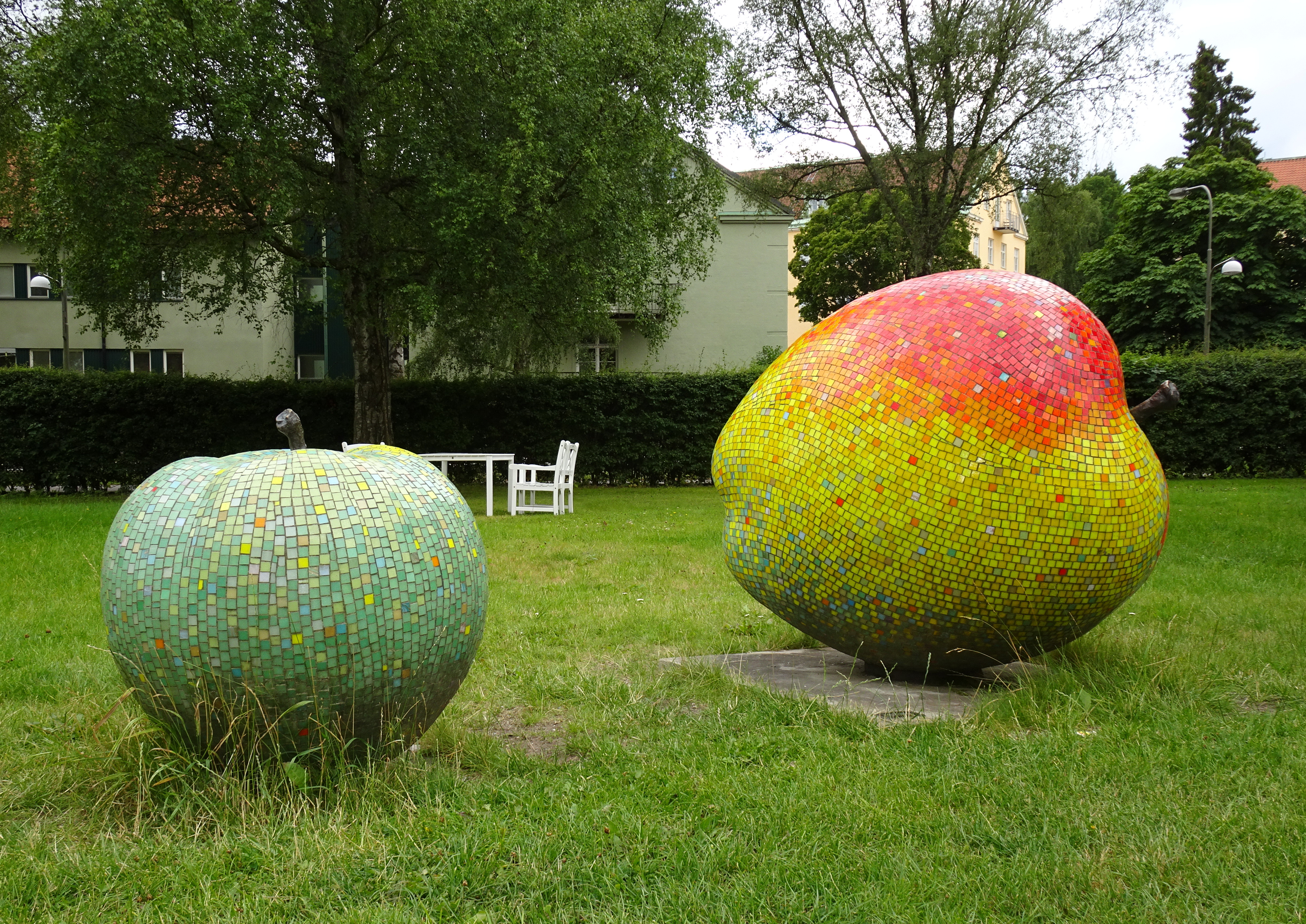
Mosaikäpplen i Stureby.

Ann-Charlott Birgitta Fornhed, född 31 augusti 1965 i Stockholm, är en svensk skulptör.
Ann-Charlott Fornhed utbildade sig på Ålsta folkhögskolas konstlinje 1984-87, på skulpturlinjen på Konstfack i Stockholm 1987-1993 och på keramiklinjen på Konstfack 1993-94. 

## Offentliga verk i urval
- Mosaikäpplen, mosaik, 1998, HSB Stockholms Bostadsrättsförening Tussmötet, Tussmötevägen 146-148 i Stureby i Stockholm
- Människoportar I, betong, 1998, Tussmötevägen 122 i Stureby
- Människoportar II, betong, 1998, Tussmötevägen 122 i Stureby
- En räv bakom örat, 2010, Ängskolans skolgård i Sundbyberg
- Svärdet i Stenen, 2007, Parken utanför barnens Sjukhus i Stockholm